# Бухуті Гургенідзе
Бухуті Іванович Гургенідзе (груз. ბუხუტი გურგენიძე; нар. 13 листопада 1933, Сурамі — 24 травня 2008, Тбілісі) — грузинський шахіст i шаховий тренер, гросмейстер від 1970 року.

## Шахова кар'єра
Між 1955 і 1973 дванадцять разів ставав чемпіоном Грузинської РСР. У 1957–1960 роках чотири рази брав участь у командних чемпіонатах світу серед студентів, здобувши в складі збірної СРСР дві золоті та дві срібні медалі. Дев'ять разів потрапляв до фіналів чемпіонату СРСР, найкращий результат показав 1958 року в Ризі, де посів 8-ме  місце. 
Досягнув багатьох успіхів на індивідуальних турнірах (також міжнародних), зокрема, в таких містах як:
- Софія (1958, 1-3-тє місце),
- Тбілісі (1965, 1-2-ге місце разом з Романом Джинджихашвілі i 1969, 1-2-ге місце разом з Михайлом Талем),
- Кисловодськ (1968, 2-3-тє місце позаду Юхима Геллера, разом з Євгеном Васюковим),
- Горі (1968, 2-3-тє місце позаду Михайла Таля, разом з Юхимом Геллером),
- Градець-Кралове (1976, 1-2-ге місце разом з Айварсом Гіпслісом),
- Оломоуц (1976, посів 1-ше місце)

Найвищого успіху в кар'єрі досягнув у 1993 році в Бад-Вільдбаді, де здобув звання віце-чемпіона світу серед ветеранів (в категорії понад 60 років). За даними ретроспективної рейтингової системи Chessmetrics, найвище перебував у липні 1958 року, мав тоді 2643 пункти i посідав 29-те місце в світі.
У своїй тренерській кар'єрі працював з найсильнішими шахістками свого часу, чемпіонками світу Ноною Гапріндашвілі i Маєю Чибурданідзе, а також віце-чемпіонками Наною Іоселіані i Наною Александрією. У 1990-х роках займав посаду віце-президента Шахової федерації Грузії.
Нестандартно підходив до теорії шахових дебютів, ввівши в практику кілька варіантів:
- контратака Гургенідзе в захисті Каро—Канн - 1.e4 c6 2.d4 d5 3.Sc3 b5
- варіант Гургенідзе в захисті Каро—Канн - 1.e4 c6 2.d4 d5 3.Sc3 g6
- варіант Гургенідзе в Сицилійському захисті - 1.e4 c5 2.Sf3 Sc6 3.Gb5 g6 4.0-0 Gg7 5.We1 e5 6.b4

## Зміни рейтингу
| На цьому місці має відображатися графік чи діаграма, однак з технічних причин його відображення наразі вимкнено. Будь ласка, не видаляйте код, який викликає це повідомлення. Розробники вже працюють для того, щоби відновити штатне функціонування цього графіка або діаграми. | |
| | На цьому місці має відображатися графік чи діаграма, однак з технічних причин його відображення наразі вимкнено. Будь ласка, не видаляйте код, який викликає це повідомлення. Розробники вже працюють для того, щоби відновити штатне функціонування цього графіка або діаграми. |